# Sant Abdó i Sant Senén d'Arles
Sant Abdó i Sant Senén d'Arles és una capella particular de la vila d'Arles, a la comuna del mateix lloc, de la comarca del Vallespir, a la Catalunya del Nord.
Està situada en el nucli vell de la vila d'Arles.